# Brent Kinsman
Brent Kinsman (ur. 13 listopada 1997 w Los Angeles) – amerykański aktor grający głównie ze swoim bratem bliźniakiem Shane’em. Najbardziej znany z roli Prestona Scavo, syna Lynette Scavo i Toma Scavo w serialu Gotowe na wszystko.

## Kariera
W 2003 roku zagrał Nigela Bakera w filmie Fałszywa dwunastka, a w 2005 roku w jego drugiej części – Fałszywa dwunastka II. Występował również regularnie w czterech sezonach serialu Gotowe na wszystko jako Preston Scavo.

## Filmografia
- 2008: Ostry dyżur (ER) jako Curly Weddington
- 2005: Fałszywa dwunastka II (Chea[en by the Dozen 2) jako Nigel Baker
- 2004 – 2008: Gotowe na wszystko (Desperate Housewives) jako Preston Scavo.
- 2003: Fałszywa dwunastka (Cheaper by the Dozen) jako Nigel Baker